# 光環之后
《光環之后》，2014年兩岸合拍網路劇，為主持人吳宗憲首部監製的網路偶像劇，由雞排妹、小蠻、王思佳、賴琳恩、黎卉淇主演。此劇敘述演艺圈、娱乐圈的女性新人、艺人和演员为求出頭上位而争名夺利、彼此鬥爭的故事。2013年10月開拍，2013年11月殺青，2014年2月14日於中國大陸樂視網播出；2014年11月19日播出第二季《天后之征》。至2014年4月30日，該劇的总播放量达近3亿次，單集播放量超過樂視網獲網路獨家著作權的湖南衛視音樂歌唱節目《我是歌手第二季》，而擔綱女主角的賴琳恩於劇中一幕的假睫毛亦成為話題，「人民網」報導該劇被封為「娛樂圈版《甄嬛傳》」。

## 播出時間

### 首播
| 頻道   | 所在地 | 播放日期及時間 |
| ------ | ------ | -------------- |
| 樂視網 | 中國   | 2014年2月14日  |

## 演員列表

### 主要演員
| 演員   | 角色 | 介紹 | 登場集數                                   |
| 賴琳恩 | 菲菲 | 過氣天。在演藝圈當紅之際嫁入豪門，卻在一年後黯然離婚收場。不惜利用各種手段力求重現昔日輝煌，跟大亨楊老闆關係非比尋常。 | 1-19,21,23-40                              |
| 王思佳 | 琳達 | 當紅天。表面自信但充滿危機感，所以不容許有其他對手存在。                                                               | 1-32,34-40                                 |
| 雞排妹 | 雯雯 | 娛樂圈新人。外表胸大看似天真，愛裝可愛，講話過於直白得罪人而不自知。                                                   | 1-8,10-11,13-17,19-20,23-30,33-34,36,39-40 |
| 黎卉淇 | 寶寶 | 娛樂圈新人。貪好金錢，個性虛榮、聰明、精算。用身體做交易求上位。                                                       | 1-6,8-11,13-17,25,27,29-30,34,36,38-40     |
| 林利霏 | 喬姐 | 金牌經紀人，外表精明和善，實則霸氣強勢善於操作。                                                                       | 1-28,31-34,37                              |

### 其他演員
| 演員   | 角色       | 介紹                                                     | 登場集數                                             |
| 吳宗憲 | 導演       |                                                          | 1                                                    |
| 小馬   | 小胡       | 演藝圈裡的狗仔                                           | 1-3,5,9,11,14-15,17-18,21-24,26,28,30,32-33,36-37,40 |
| 小蠻   | 雅雅       | 娛樂圈新人。自我保護，個性高傲、嘴毒、叛逆、心眼多。     | 1-9,11,14-15,22                                      |
| 高捷   | 高勝       | 勝盛集團老闆                                             | 1,7-8,12-13,17-18,21,24,27-28,30-32,34-36,38-40      |
| 夏漢君 | 夏濤       | 高勝的特別助理，琳達的初戀男友                           | 1,7,12-13,17-18,24-40                                |
| 黃仲崑 | 楊老闆ANDY | 業界大亨，對菲菲情有獨鍾。                               | 1-2,4,7-12,40                                        |
| 金鍇儒 | 楚天       | 天后琳達的小男友。                                       | 2-3,5,7-9,11-18,20,22-24,26-27,30,35,39-40           |
| 宋少卿 | 王董       | 廣告富商王董。                                           | 3-4,6,9,13-15,19-21,24-26,29                         |
| 黃莉   | 秀導       |                                                          | 3                                                    |
| 龍正   | 張哥       | 演藝圈知名的製作人                                       | 3-6,10-11,13-14,16-18,23-25,28,33,36-40              |
| 潘逸安 | JAMES      | 喬姐的前夫                                               | 6-10,13-15.17-20                                     |
| 張銘杰 | 陸大鵬     | 大財團老闆，勢力橫跨黑白兩道。金牌經紀人喬姐的靠山。     | 7-8,10-11,16-20,22-23,26-29,31                       |
| 李明川 | 造型大師   | 娛樂時尚界的造型大師                                     | 7,14-18,21                                           |
| 薩基努 | 徐導       | 廣告導演                                                 | 9-10,14                                              |
| 江冠宏 | 小周       | 陸大鵬的助理                                             | 11,16,19-20,22-23,27-29,31                           |
| 利菁   | 利小菁     | 國際知名時尚雜誌亞洲區總監                               | 18-21,23                                             |
| 陳心瑩 | 琳琳       | 娛樂圈新人。曾經當過檳榔西施，經由菲菲發掘而進入演藝圈。 | 23-28,30,32-33,36,39-40                              |
| 小小彬 | 小小彬     | 王董兒子                                                 | 25-26,29                                             |
| 澎恰恰 | 澎哥       |                                                          | 33                                                   |
| 許效舜 | 舜哥       |                                                          | 33                                                   |
| 蔡國洲 | 麻子       |                                                          | 37                                                   |

## 電視劇歌曲
| 曲別 | 歌名 | 演唱者 | 作詞 | 作曲 |

## 製作團隊
- 出品人：劉弘
- 總監制：郝、韓建琦
- 總策劃：高飛、雷振劍
- 總製片人：劉文武、何春勇
- 監製：吳宗憲
- 副導：羅曉霞
- 場記：楊先惠、彭于倢
- 統籌：謝辰阻、謝佑伶
- 執行製作：吳長沛、張宏駿、游志文
- 執行助理：林秋伶、張家宏
- 攝影：采像影視有限公司
- 攝影指導：潘政仁
- 攝影助理：林昊鈞、王皓葦
- 製作人：彭維昱、吳雅雯
- 編劇：王宥、江麗、曹和、吳招、吳思惠
- 導演：隋愛朋
- 製作公司：艾迪斯傳播股份有限公司、北京樂視網資訊技術股份有限公司
- 燈光指導：王理、潘藝元、陳彥旭
- 燈光助理：蔡守富、羅元呈、馬國倫、許志安
- 場務：林韋成、彭子軒
- 美術道具指導：黨照樓
- 道具助理：呂月文、胡芮蓁、曾福德
- 整體造型：星像創意整合有限公司
- 服裝師：陳淑琪
- 服裝管理：詹伊伊、胡哲誠
- 服裝助理：李佳穎
- 髮型師：方呈哲
- 化妝師：黃美月
- 化妝助理：陳姵文
- 劇照 側拍：蔡宗翰
- 宣傳統籌：劉宋照洋、王淵、徐碩
- 社會化宣傳：李帥、馬銓涓、李一鳴
- 公關宣傳：黃瑩瑩、謝蕊超、崔欣爽、武強、李煜
- 媒介宣傳：吳曉雨
- 創意宣傳：湯玉珊、王可、米洋、趙楠
- 藝人統籌：聶鑫
- 贊助單位：不詳

## 外部連結
- 《光環之》官方網站
- 《光環之》官方Facebook

## 作品的變遷
| 樂視網 | 樂視網                             | 樂視網 |
| ------ | ---------------------------------- | ------ |
|        | 光環之 (2014.02.14 - 2014.03.25)   |        |
| -      | 蕾女心经 (2014.03.26 - 2014.04.24) |        |